# Eubarnesia arida
Eubarnesia arida är en fjärilsart som beskrevs av Frederick H. Rindge 1959. Eubarnesia arida ingår i släktet Eubarnesia och familjen mätare. Inga underarter finns listade i Catalogue of Life.